# José Epita Mbomo
José Epita Mbomo (Ibanamai, Isla Corisco, 15 de agosto de 1911-Burdeos, 19 de diciembre de 1969) fue un electricista y mecánico de aviones de origen ecuatoguineano, colonia española por entonces. De convincciones republicanas y comunista, marchó al exilio tras el golpe de Estado franquista. Como miembro de la resistencia contra el nazismo, saboteó a los nazis y salvó decenas de vidas.

## Biografía
Nació el 15 de agosto de 1911 en la localidad de Ibanamai, en la isla de Corisco, que en aquella época pertenecía a la colonia española de Guinea. Era hijo de José y Catalina Buambuha, tribu benga. Estudió en una escuela de religiosos claretianos y vivía con su tía, Esperanza. Tío igualmente de la poeta ecuatoguineana Raquel Ilombe del Pozo Epita. 
Tres hidroaviones de la Patrulla Atlántida aterrizaron en la isla de Corisco el 6 de enero de 1927 y, a su regreso a España, incluyeron entre sus tripulantes a los adolescentes guineanos José Friman Mata y el propio Epita Mbomo, los cuales quedarían unos días en Granada al cargo de la mujer del comandante Rafael Llorente, quien los apadrinaría desde su salida de Guinea.Desde abril de 1927, los dos jóvenes comenzaron a trabajar en el taller de la base aérea de la localidad murciana Los Alcázares, donde también se desempeñaron como delanteros del Club Deportivo Alcázares.
El 1 de enero de 1936, se casó con Cristina Sáez, a quien había conocido dos años antes, a pesar de la oposición de parte de la sociedad de la época. Fue el primer negro en casarse con una blanca en Cartagena. La expectación creada por su enlace supuso que hasta la prensa de Madrid lo cubriera en sus crónicas.
En 1938 fue ascendido a teniente. Hacia el final de la Guerra civil española, en enero de 1939, su esposa huye con sus dos hijos y su madre a Bañolas, Gerona, en el taxi de su hermano y de ahí a Francia sin esperar a su marido Epita. Este se exilió a Francia, cruzando la frontera por primera vez el 6 de febrero de 1939 buscando a su familia, con la que se reagrupó varios meses después. Durante los primeros 10 meses en ese país, pasó por varios campos de concentración como Saint-Cyprien, Argelès-sur-Mer, Gurs o Septfonds.
El 6 de diciembre de 1939, y gracias a su especialización, fue contratado por una empresa de Burdeos. El matrimonio se instaló en Mérignac, departamento de Gironda. En 1942, Epita se unió a un grupo mixto de la Resistencia francesa llamado Francotiradores y Partisanos Franceses del Sur/Guerrilleros Españoles, participando en actos de sabotaje y propaganda. El 1 de abril de 1942 se convirtió en el jefe del grupo local de la Resistencia, bajo las órdenes de Julian Comme.
El 28 de marzo de 1944 fue capturado por la policía francesa. El 24 de mayo de 1944 fue deportado al campo de concentración de Neuengamme junto a 200 españoles más, siendo el preso 31.635. Por su especialización, allí trabajó como mecánico por el día, y probablemente debido a su raza, tuvo que trabajar como camarero por las noches, ya que los nazis consideraban a las personas de origen africano como seres exóticos. Al final de la guerra, fue evacuado de ese campo a bordo del barco-prisión Cap Arcona, que fue bombardeado por equivocación por los aliados, logrando ser uno de sus 350 supervivientes.
Al finalizar la guerra, regresó a Mérignac con su familia, y trabajó para la empresa eléctrica Forclum. En 1956, tramitó el cambio de nacionalidad y apellido de la familia, de Epita a Mbomo. En 1968, a raíz de la Primavera de Praga, rompió su carnet del Partido Comunista Francés y un año después visitó España por primera vez. Cuando volvió a Francia, le diagnosticaron un linfoma de Hodgkin, muriendo a finales de ese año.

## Reconocimientos
En 1975 recibió honores póstumos de la República Francesa, la Cruz del Combatiente Voluntario de la Resistencia y la Medalla de Deportación e internamiento por hechos de Resistencia.